# Bolota Asmerom
Bolota Asmerom (* 12. Oktober 1978 in Asmara) ist ein ehemaliger eritreisch-US-amerikanischer Leichtathlet. Er hatte sich auf den Langstreckenlauf spezialisiert.

## Biografie
Bolota Asmerom besuchte mit seinem Bruder Yonathan die McAteer High School in San Francisco und studierte später an der University of California, Berkeley. Bei den Olympischen Spielen 2000 in Sydney startete er im Rennen über 5000 Meter. Er erreichte jedoch mit Platz 32 keine Medaille. Im Mai 2002 nahm er die Staatsbürgerschaft der Vereinigten Staaten an und startete fortan für die Vereinigten Staaten. 